# Magisk
Magisk（也被称作面具）是一套开放源代码的Android（6.0以上版本）自定义工具套组，内置了Magisk Manager（图形化管理界面）、Root、启动脚本、SElinux补丁和启动时认证/dm-verity/强制加密移除功能。Magisk同时提供了在无需直接修改系统文件的情况下更改/system或/vendor等分区内容的接口，利用与Xposed类似的模块系统，开发者可以对系统进行修改或對所安裝的軟體功能進行修改等。
除此之外，Magisk可以对其他验证系统完整性的应用程序进行隐藏（称为Magisk Hide），使得用户可在获取Root权限的情况下使用如Pokémon GO、Fate/Grand Order一类的应用程序。
从Magisk 24.0开始，正式加入了运行在Zygote的Magisk模式（Zygisk），并移除了Magisk Hide和Magisk Module Repository功能。 Magisk Hide的功能将由第三方模块（如Shamiko）或其他分支版本（如delta, alpha)实现,而Magisk Module Repository則乃可透過第三方軟件訪問。

## 歷史
2015年10月8日，原SuperSU的开发者Chainfire于XDA论坛上发布了在无需修改系统文件获取Root权限的实验性方法。11月6日，受Chainfire的启发，開發者吳泓霖将此方法移植到了HTC e设备上。
2016年5月29日，吳泓霖发布了无需修改系统文件的非官方版Xposed框架。发布后，XDA上的部分开发者请求移植自己的模块，由于技术限制，吳泓霖拒绝了这些请求，这也是Magisk开发的灵感。8月，Magisk的最早期版本发布。
2021年5月17日，吳泓霖在Twitter上宣布自己加入Android安全团队，对于引发的其是否能继续参与Magisk开发的担忧，吳泓霖表示将在私下处理，一有结论就会公开说明。最终在8月29日吳泓霖详细说明了自身的现状以及Magisk的未来，文中表示自己将会继续参与Magisk开发，同时也提到了MagiskHide和Magisk Module Repository都将在未来发布的版本中被移除。

## 注脚
1. ↑  由其Paypal捐赠页面,吳泓霖(topjohnwu)的臉書显示的名称得来。